# Aline Stiller
Aline Stiller (geboren am 15. Mai 1994 in Darmstadt) ist eine deutsche Basketballspielerin.

## Leben
Aline Stiller wuchs in Weiterstadt auf und erlernte bei der SG Weiterstadt das Basketballspielen. Ab 2009 besuchte sie als Internatsschülerin des Basketball-Teilzeit-Internats Grünberg die Theo-Koch-Schule Grünberg.
Aline Stiller war 2011 bei der Basketball-Schul-WM  im chinesischen Zhangjiagang Spielerin des Schulteams der Theo-Koch-Schule. Das Team Grünbergs belegte den vierten Platz und Aline Stiller wurde in das WM-All-Star-Team berufen.

## Basketballkarriere
Die 1,84 m große Athletin durchlief die Jugendmannschaften des SG Weiterstadt und spielte in der WNBL-Mannschaft des Teams Mittelhessen, mit dem sie 2011 Deutscher Vizemeister wurde. Sie verletzte sich danach am Knie und konnte erst in der Saison 2012/2013 wieder auf Korbjagd gehen. Dies tat sie zum einen bei den Bender Baskets Grünberg in der 2. Damen-Basketball-Bundesliga und zusätzlich mit einer Doppellizenz beim Erstligisten BC Marburg. Zur Saison 2013/2014 kehrte sie zu ihrem Heimatverein SG Weiterstadt zurück, da sie wegen ihres lädierten Knies das Trainingspensum einschränken musste. Eine Saison später wechselte sie zum Erstligisten New Basket ’92 Oberhausen, mit dem sie zwar sportlich abstieg aber letztlich doch wegen des freiwilligen Abstiegs der Rhein-Main Baskets in der höchsten Liga verbleiben konnte. Nachdem Oberhausen am Ende der Spielzeit 2015/16 endgültig die Bundesliga verlassen musste und einen Neubeginn in der Regionalliga plante, kehrte Stiller nach Weiterstadt zurück, das zu der Zeit in der 2. Bundesliga spielte.

## Nationalmannschaft
Aline Stiller durchlief die Auswahlmannschaften des Deutschen Basketball-Bundes. Sie spielte bei den Europameisterschaften 2009 und 2010 im deutschen Nationaltrikot. Sie war zudem Spielerin der U20-Nationalmannschaft, die 2014 B-Europameister wurde und in die A-Europameisterschaftsklasse aufstieg.